# Koopa Troopa
Koopa Troopas er de mest normale fjender i Super Mario universet. De er store gule skildpadder med enten røde eller grønne skjold. Koopa Troopas bliver styret af Bowser også kendt som "King of the Koopas" eller på dansk Kong Koopa.
| Spilfigurer | Spire Denne spilfigur-relaterede artikel er en spire som bør udbygges. Du er velkommen til at hjælpe Wikipedia ved at udvide den. |